# إيغرم
إيغرم هي مدينة مغربية في إقليم تارودانت بجهة سوس ماسة جنوب المغرب. وتبعد عن تارودانت بـ 85 كلم، وحسب إحصاء سنة 2014 فمدينة إيغرم تضم 4092 نسمة، وبالتالي فهي تُعتبر أصغر جماعة حضرية في إقليم تارودانت من حيث عدد السكان.

## تاريخ
في 25 أكتوبر 2001، زار الملك محمد السادس، مدينة إيغرم، وأعطى إنطلاقة العديد من المشاريع التنموية بالمنطقة، كالطرق، وربط الدواوير بالكهرباء، والتزود بالماء الصالح للشرب.

## المناخ والاقتصاد
تقع إيغرم في الجزء الأوسط من الأطلس الصغير في وسط أكثر قساوة وجفافا، هذا الوضع يرجع أساسا إلى طبيعة المنطقة الجبلية إذ ان معظم أجزائها تنتمي إلى فترة ما قبل الكمبري، فالفترات البيومناخية القديمة لم تخلف سوى أتربة موروثة وجد هزيلة والغطاء النباتي الطبيعي يكاد ينعدم، في الوقت الذي تتميز فيه المياه بشحها ونذرتها إذ لا تتمثل سوى في بعض الفرشات الباطنية على شكل ينابيع مائية ضعيفة في قعور الأودية، وأما في حفر الآبار وغالبا ما تكون عميقة ونادرة المياه.
فهذه العناصر الطبيعية القاسية إذاً لا تساعد على القيام بأي نشاط فلاحي نتيجة لضعف التربة وهزالة التساقطات، لكن رغم ذلك وبحكم ارتباط السكان بهذه المنطقة فإن الفلاحين قاموا بكل جهدهم باستصلاح الأراضي وتحدي عمليات انجراف التربة بإنشاء المدرجات على طول السفوح الجبلية، إلا أن قساوة الظروف الطبيعية تحول دون تحقيق الاكتفاء الذاتي في معظم المواسم الزراعية. مما جعلهم يمارسون كذلك الرعي وبعض الأنشطة التجارية البسيطة بسوق المركز. هذه الظروف وغيرها نتج عنها توزيع الدواوير على المرتفعات والأودية وأدت بذلك إلى عزلة السكان نفسيا وماديا مما جعلهم يلجؤون إلى الهجرة الداخلية أو الخارجية.

## أحياء ودواوير المدينة
- حي دويكافيان
- حي أكافاين
- حي المركز
- حي إيغرم
- حي تيميشا
- حي أكرض
- حي تليليت
- حي تسدرمت
- حي تفنغى
- حي أيت ملال
- دوار تلتسليت
- دوار تخفرت
- دوار أنيلول
- دوار إغيل نسمسيدن
- دوار تنمرت
- دوار أمان نتازارت

## السكان
يبلغ عدد السكان في مدينة إيغرم 4092 نسمة، مُوزعين على 1002 أُسرة، حسب إحصاء سنة 2014، ويتحدث غالبية السكان بلهجة تاشلحيت.

## الثقافة
- مهرجان اللوز أدرار[4]

## التعليم
قائمة المؤسسات التعليمية في مدينة إيغرم:
- مدرسة الهوزالي
- ثانوية الأرك